# سیارک ۶۹۲۲
سیارک ۶۹۲۲ (به انگلیسی: 6922 Yasushi، نامگذاری:1993KY1) شش هزار و نهصد و بیست و دومین سیارک کشف شده‌است که در ۲۷ مه ۱۹۹۳ کشف شد.
قدر مطلق سیارک برابر ۱۴٫۰۰ است.